# غرغز (جرغلان)
غرغز (بالفارسية: گرگز) هي قرية تقع في إيران في قسم جرغلان الريفي. يقدر عدد سكانها بـ 2,014 نسمة .